# Халашши, Оливер
Оливер Халашши (венг. Halassy Olivér, фамилия при рождении — Хальтмайер (нем. Haltmayer), 31 июля 1909, Будапешт, Австро-Венгрия — 10 сентября 1946, Будапешт, Венгрия) — венгерский ватерполист и пловец, двукратный олимпийский чемпион (1932 и 1936), трёхкратный чемпион Европы (1931, 1934, 1938) и многократный чемпион Венгрии по водному поло. Чемпион Европы 1931 года и многократный чемпион и рекордсмен Венгрии по плаванию. Один из самых успешных спортсменов-инвалидов в истории Олимпийских игр.
В возрасте 8 лет потерял часть левой ноги ниже колена в результате попадания под трамвай. Несмотря на это, с детства активно занимался плаванием и играл в водное поло.

## Водное поло
В 1928 году в возрасте 18 лет вошёл в состав сборной Венгрии на Олимпийских играх в Амстердаме, став одним из первых представителей водных видов спорта с ампутированной конечностью, выступившим на Олимпийских играх. Венгры были одной из сильнейших ватерпольных сборных в промежутке между двумя мировыми войнами, но в 1928 году они уступили в финале сборной Германии со счётом 2:5. Халашши в 4 матчах турнирах забросил 2 мяча.

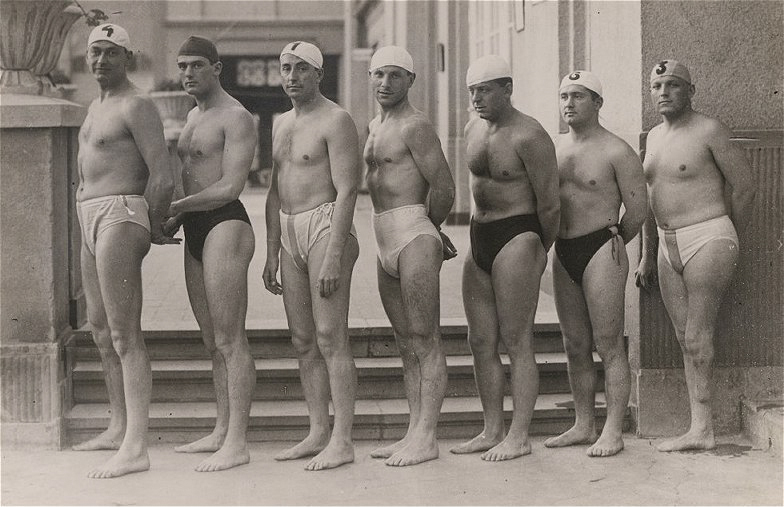
Халашши (справа) в составе сборной Венгрии по водному поло на Олимпийских играх 1932 года в Лос-Анджелесе

Спустя 4 года сборная Венгрии с Халашши в составе выиграла олимпийское золото в Лос-Анджелесе, одержав три победы в трёх матчах. Халашши забросил 11 мячей, в том числе 7 мячей в разгромной победе над командой Японии.
В 1936 году венгры вновь стали олимпийскими чемпионами. На Играх в Берлине они одержали уверенные победы во всех матчах двух групповых стадий, пропустив только два мяча и забив 42. В решающем матче финальной группы венгры играли с немцами. Упорный матч завершился вничью. Немцы, как и венгры, набрали максимум очков в остальных матчах, и чемпион определялся по лучшему соотношению забитых и пропущенных мячей. Несмотря на то, что немцы забросили больше мячей в зачёте финальной группы и у них была лучше разница забитых и пропущенных мячей, венгры оказались лучше по соотношению забитых и пропущенных (10/2=5,0 у Венгрии и 14/4=3,5 у Германии). Халашши в 7 матчах на турнире забросил 6 мячей.
Халашши также был в составе национальной сборной на чемпионатах Европы по водному поло в 1931 году в Париже, в 1934 в Магдебурге и в 1938 году в Лондоне. На всех трёх турнирах венгры выигрывали золотые медали. Всего за сборную Венгрии Халашши сыграл 91 матч.
На клубном уровне Халашши выступал за «Уйпешт», в составе которого побеждал в чемпионате Венгрии 10 раз подряд в 1930—1939 годах.
В 1936 году награждён медалью Миклоша Толди, в 1978 году был включён в Международный зал славы плавания в США как ватерполист.

## Плавание
Халашши также был одним из сильнейших пловцов Венгрии с середины 1920-х годов до конца 1930-х. В 1920-е годы он сначала выступал в основном в бассейне на дистанциях от 400 до 1500 метров вольным стилем. С конца 1920-х Халашши стал успешно выступать в плавании на открытой воде, выигрывая золото чемпионата Венгрии на протяжении нескольких лет. Всего на счету Халашши около 30 золотых медалей чемпионатов Венгрии по плаванию. Он также установил более 10 национальных рекордов на дистанциях 400, 500, 800 и 1500 метров вольным стилем. На дистанции 1500 метров Халашши с 1926 до 1931 года улучшил свой рекорд более чем на две минуты (с 22:54 до 20:49). Именно на этой дистанции он выиграл золото чемпионата Европы 1931 года в Париже, опередив итальянцев Джузеппе Перентина и Паоло Костоли (венгры выиграли на том чемпионате все дистанции вольным стилем среди мужчин, включая эстафету).
Несмотря на успехи на национальном и европейском уровне, Халашши ни разу не выступал в плавании на Олимпийских играх. На мировом уровне результаты Халашши были достаточно слабыми. Так, через год после победы Халашши на чемпионате Европы в Париже, на Олимпийских играх в Лос-Анджелесе золото на дистанции 1500 метров выиграл 14-летний японец Кусуо Китамура с результатом 19:12, что более чем на 1,5 минуты быстрее, чем проплыл Халашши в Париже (от Венгрии на этой дистанции на Олимпиаде никто не выступал). Даже худший из шести участников финального заплыва на Олимпиаде проплыл быстрее результата Халашши на 40 секунд. Итальянец Паоло Костоли, который проиграл Халашши 20 секунд на чемпионате Европы в Париже, на Играх в Лос-Анджелесе занял последнее место в полуфинале, проиграв более 50 секунд худшему из тех, кто отобрался в финал.

## Смерть
После окончания спортивной карьеры Халашши работал аудитором в муниципалитете.
В сентябре 1946 года 37-летний Халашши был убит в Будапеште советским солдатом из Центральной группы войск во время ограбления машины, на которой ехал олимпийский чемпион. Эпизод замалчивался в послевоенной Венгрии, современные источники сообщают разные детали преступления: указывается, что машина была такси или принадлежала отцу Халашши, целью преступников было ограбление или попытка отобрать автомобиль. Некоторые источники сообщают, что Халашши оказывал сопротивление во время инцидента.
Жена Халашши родила третьего ребёнка через несколько дней после смерти мужа.

## Память
Халашши был похоронен на будапештском кладбище Медьери. 23 октября 2009 года на здании немецкой начальной школы в 4-м округе Будапешта, где учился олимпийский чемпион, была установлена мемориальная доска. В 2011 году в 4-м округе Будапешта был установлен бронзовый бюст работы скульптора Давида Тота. В 2014 году в честь Халашши был назван астероид (238710) Халашши, открытый венгерским астрономом Кристианом Шарнецки.